# La Chapelle-sous-Orbais
La Chapelle-sous-Orbais är en kommun i departementet Marne i regionen Grand Est (tidigare regionen Champagne-Ardenne) i nordöstra Frankrike. Kommunen ligger i kantonen Montmort-Lucy som tillhör arrondissementet Épernay. År 2022 hade La Chapelle-sous-Orbais 57 invånare.

## Befolkningsutveckling
Antalet invånare i kommunen La Chapelle-sous-Orbais
| Referens: INSEE |